# Мочалово
Моча́лово (рос. Мочалово) — присілок у складі Притобольного району Курганської області, Росія. Входить до складу Боровлянської сільської ради.
Населення — 194 особи (2010, 271 у 2002).
Національний склад станом на 2002 рік:
- росіяни — 88 %